# Berliner Philharmoniker

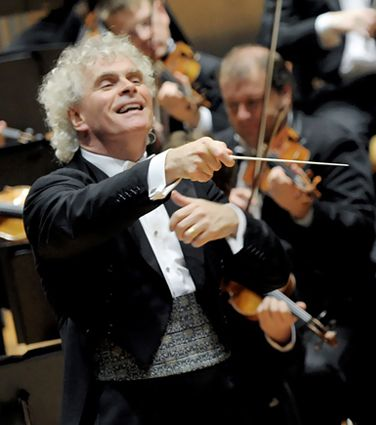
Chef-dirigent Sir Simon Rattle in 2006

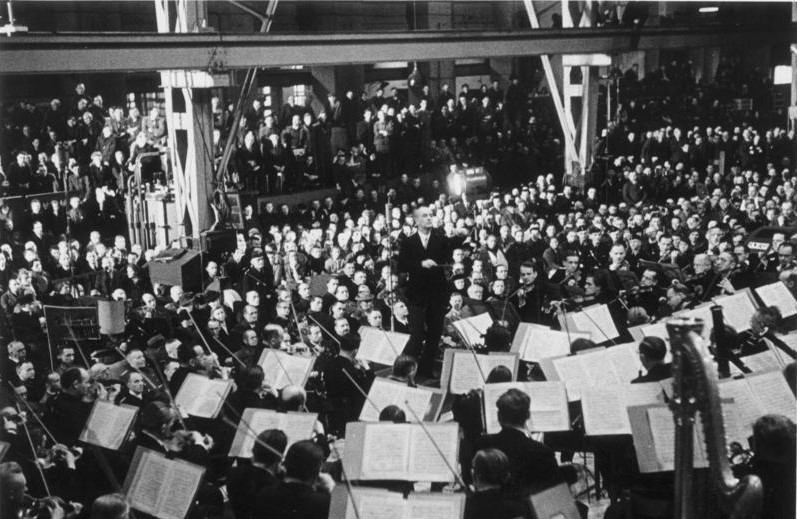
Wilhelm Furtwängler dirigeert de Berliner Philharmoniker in de AEG-fabriek in 1942

De Berliner Philharmoniker is een Duits symfonieorkest van wereldfaam dat in 1882 werd opgericht met als standplaats Berlijn. Sinds 1887 heet het orkest officieel Berliner Philharmonisches Orchester. Op plaat- en cd-opnamen heet het Berliner Philharmoniker. Internationaal wordt ook de afkorting BPO (Berlin Philharmonic Orchestra) gebruikt.
Het orkest telt 128 musici, chef-dirigent is Kirill Petrenko en intendant is Andrea Zietzschmann
Tijdens de Duitse deling, die duurde van het einde van de Tweede Wereldoorlog tot 1989, was de Berliner Philharmoniker het orkest van West-Berlijn. Voor Oost-Berlijn waren er de Berliner Symphoniker en het Berliner Sinfonie-Orchester (BSO).

## Geschiedenis
De Berliner Philharmoniker ontstond in Berlijn in 1882 toen 54 orkestleden van de Bilsesche Kapelle dit orkest verlieten en verder gingen als Frühere Bilsesche Kapelle. De reden was dat hun dirigent Benjamin Bilse hun vertelde dat zij vierde klasse kaartjes zouden krijgen voor een treinreis naar een concert in Warschau.
Na een bescheiden begin nam het orkest onder de chef-dirigenten Hans von Bülow en Arthur Nikisch een hoge vlucht. Hans Richter, Felix Weingartner en Richard Strauss stonden vaak voor het orkest en componisten als Grieg, Tsjaikovski, Brahms en Mahler kwamen er hun werken dirigeren. Onder Nikisch maakten de Berliner Philharmoniker in 1913 de eerste commerciële opname van een complete symfonie, de Vijfde van Beethoven.
In 1923 trad de legendarische Wilhelm Furtwängler aan. Tevens had Bruno Walter in de jaren 20 jaarlijks een eigen concertreeks met het orkest. Nog voor het nazibewind werd het orkest in de periode van financiële crisis in de Weimarrepubliek gesubsidieerd, in ruil waarvoor populaire concerten voor scholen en het volk ten gehore moesten worden gebracht. In 1934, na het aantreden van Hitler als kanselier, verdedigde Furtwängler Joodse orkestleden die werden gediscrimineerd, onder wie concertmeester Szymon Goldberg. Het lukte hem niet hen voor het orkest te behouden. Toen werk van de Joodse componist Felix Mendelssohn werd gespeeld en Fürtwangler de "entartet" ('gedegenereerd') verklaarde componist Paul Hindemith verdedigde, werd hij uitgenodigd terug te treden uit zijn functie als chef-dirigent. Na een gesprek met Joseph Goebbels bleef hij toch bij het orkest, maar formeel in de positie van gastdirigent. Ondanks zijn bezwaren is Furtwängler tot aan het einde van de Tweede Wereldoorlog blijven dirigeren, waardoor hij altijd onderwerp is gebleven van debat.
Na de oorlog mocht hij niet meteen naar de Berliner Philharmoniker terugkeren. In 1945 leidde Leo Borchard korte tijd het orkest. Nadat Borchard per ongeluk door Amerikaanse soldaten bij een Brits-Amerikaanse sectorengrens van Berlijn was doodgeschoten, nam de Roemeense dirigent Sergiu Celibidache ad interim tot 1952 de dirigeerstok over. Hij trad terug toen Wilhelm Furtwängler van de autoriteiten toestemming kreeg om terug te komen. Deze laatste periode-Furtwängler duurde kort: hij dirigeerde de Berliner Philharmoniker van 1952 tot aan zijn dood in 1954.
Van 1954 tot 1989 speelde het orkest onder leiding van Herbert von Karajan. Deze keuze leidde tot een breuk met Celibidache, die pas in 1992 voor één keer weer voor de Berliner Philharmoniker heeft willen staan. Omdat Celibidache een hekel had aan plaatopnamen waren die in zijn periode niet gemaakt, maar onder Karajan werd dat ruimschoots ingehaald. Met hem werden talloze opnamen gemaakt, ook voor tv en video. Omdat hij gretig gebruik maakte van de nieuwste registratietechnieken, heeft hij veel repertoire meer dan eens vastgelegd. Onder Karajan werden veel werken van de Eerste Weense School uitgevoerd, maar er was ook aandacht voor de Tweede Weense School. Waar Fürtwangler beschouwd wordt als een der grootste dirigenten van de eerste helft van de 20ste eeuw, werd van Karajan hetzelfde gezegd voor de tweede helft. Toch kon de concertklank volgens critici onder Karajan soms tamelijk fel zijn, met doordringend trompetspel en agressieve pauken.
Na de lange periode onder Karajan werd Carlos Kleiber uitgenodigd om chef-dirigent te worden, maar hij weigerde. Claudio Abbado volgde Karajan derhalve op als chef-dirigent. Abbado paste het repertoire zodanig aan dat er meer nadruk kwam te liggen op werken uit de 20ste eeuw. Tevens verjongde het orkest in deze periode sterk. In 2002 volgde de Britse dirigent Simon Rattle Abbado op. Tijdens zijn leiding werd het orkest in 2004 omgezet in een stichting die onafhankelijk is van de stadstaat Berlijn. In de loop der jaren hebben vele gastdirigenten hun opwachting gemaakt bij het orkest, onder wie ook de Nederlanders Bernard Haitink en Edo de Waart. Na het aflopen van het contract van Rattle, die in 2018 vertrok naar het London Symphony Orchestra, kreeg Kirill Petrenko de leiding. Dit was de uitkomst van de stemming onder de orkestleden, die hierover bij de Berliner Philharmoniker geheel zelf beslissen.
Verschillende (ex-)leden van het orkest zijn ook bekend als solist op hun instrument, onder wie de klarinettist Karl Leister en de fluitisten James Galway en Emmanuel Pahud. Ook de vooraanstaande klarinettiste Sabine Meyer heeft in 1982-1983 korte tijd deel uitgemaakt van de Berliner Philharmoniker, na een geruchtmakende controverse tussen Karajan en de musici, die haar niet wilden accepteren als een van de eerste vrouwen in het orkest.
Een jaarlijks terugkerend evenement is sinds 1985 het openluchtconcert van de Berliner Philharmoniker in de Waldbühne, een groot amfitheater in het Olympiapark in Berlin-Westend. Ongeveer 20.000 bezoekers vieren dan de afsluiting van het concertseizoen en het begin van de zomer. Het programma wordt traditioneel afgesloten met de operettemars Berliner Luft uit Frau Luna van Paul Lincke.

## Huisvesting

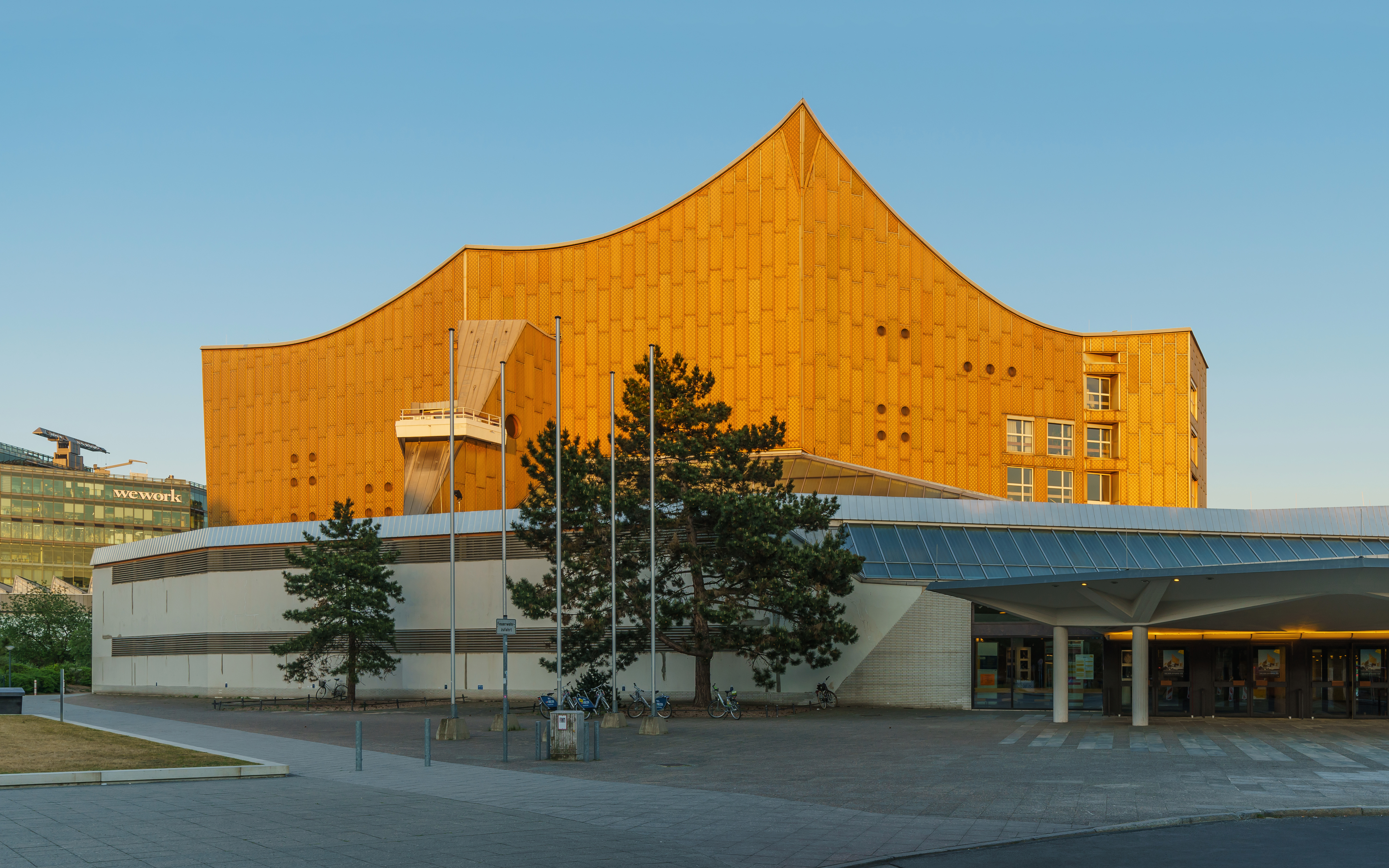
Berliner Philharmonie

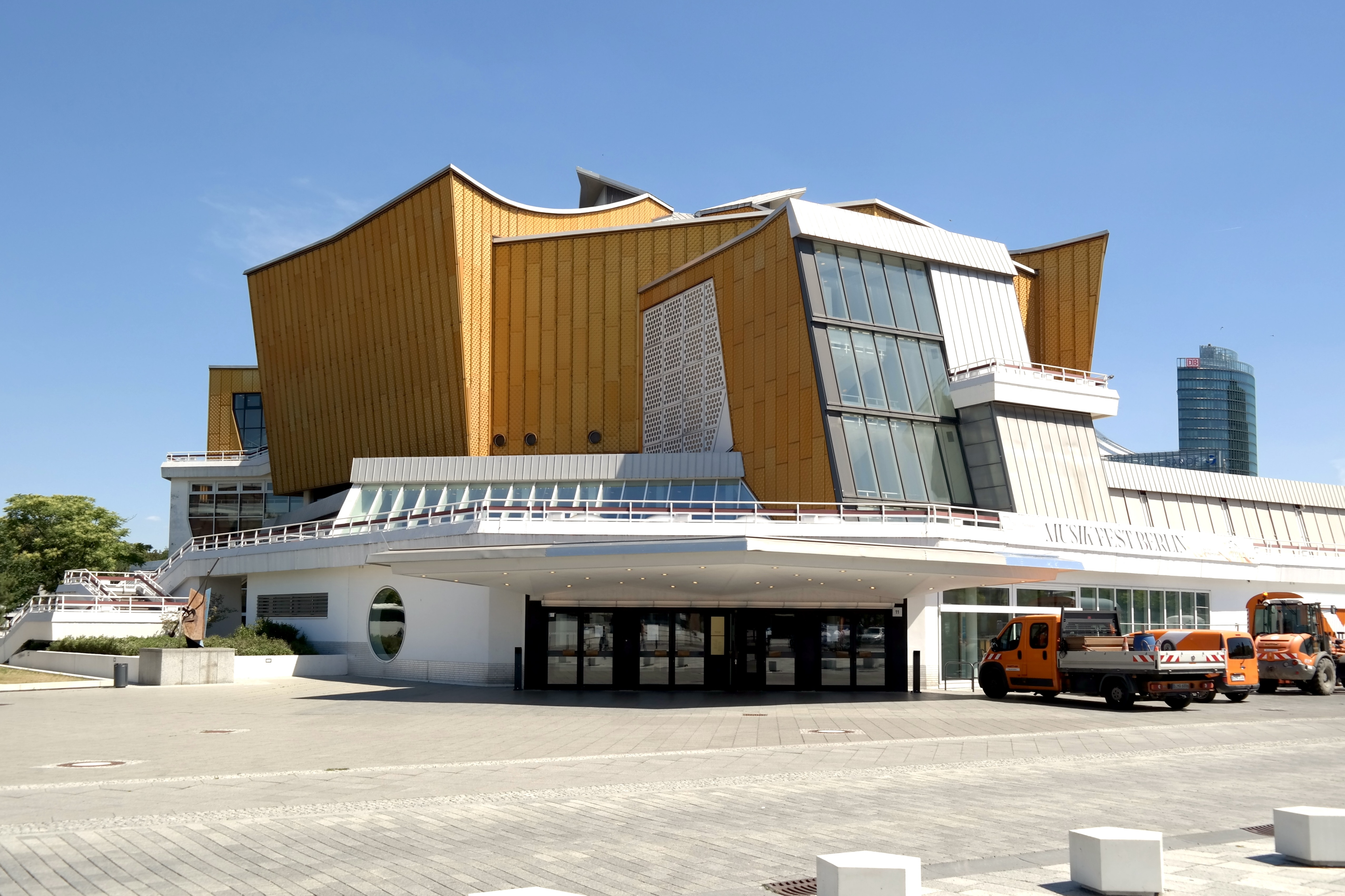
Kammermusiksaal

Sinds 1882 trad het orkest op in de Philharmonie aan de Bernburger Straße in Berlin-Kreuzberg, een voormalige kunstijsbaan die door de architect Franz Schwechten verbouwd was tot concertzaal. Voor kleinere ensembles uit het orkest en kamermuziek werd vanaf 1898 de Beethovensaal, om de hoek aan de Köthener Straße, gebruikt. Het Philharmonie-complex werd op 30 januari 1944 door Britse bommenwerpers verwoest. Daarna trad de Berliner Philharmoniker op in de Staatsoper Unter den Linden, totdat ook die op 3 februari 1945 werd vernield.
Omdat er in het naoorlogse, verwoeste West-Berlijn geen concertzaal meer bestond vonden de concerten plaats in de grote zaal van het Titania-Palast, een filmtheater en cultureel centrum in het stadsdeel Steglitz-Zehlendorf. In de jaren vijftig werd voor kleinere bezettingen ook de Joseph-Joachim-Konzertsaal van de Musikhochschule aan de Bundesallee in Berlin-Wilmersdorf gebruikt. Plaatopnamen werden meestal gemaakt in de Jesus-Christus-Kirche in Berlin-Dahlem.
In 1963 kwam de vijfhoekige Berliner Philharmonie naar een ontwerp van Hans Scharoun gereed aan de Kemperplatz in Berlin-Tiergarten. De felgele concertzaal met 2240 plaatsen is in tentvorm gebouwd, net als de Kammermusiksaal dat tussen 1984 en 1987 ernaast werd gebouwd. Het orkest zat voor het eerst midden in het publiek, dat rondom kon plaatsnemen. Het type zaal kreeg wereldwijd navolging. Als bijnaam had het gebouw "Zirkus Karajani", naar chef-dirigent Herbert von Karajan.

## Chef-dirigenten
- Ludwig von Brenner (1882 - 1887)
- Hans von Bülow (1887 - 1893)
- Arthur Nikisch (1895 - 1922)
- Wilhelm Furtwängler (1922 - 1945 en 1952 - 1954)
- Leo Borchard (1945)
- Sergiu Celibidache (1945 - 1952, ad interim)
- Herbert von Karajan (1954 - 1989)
- Claudio Abbado (1989 - 2002)
- Sir Simon Rattle (2002-2018)
- Kirill Petrenko (2018-)

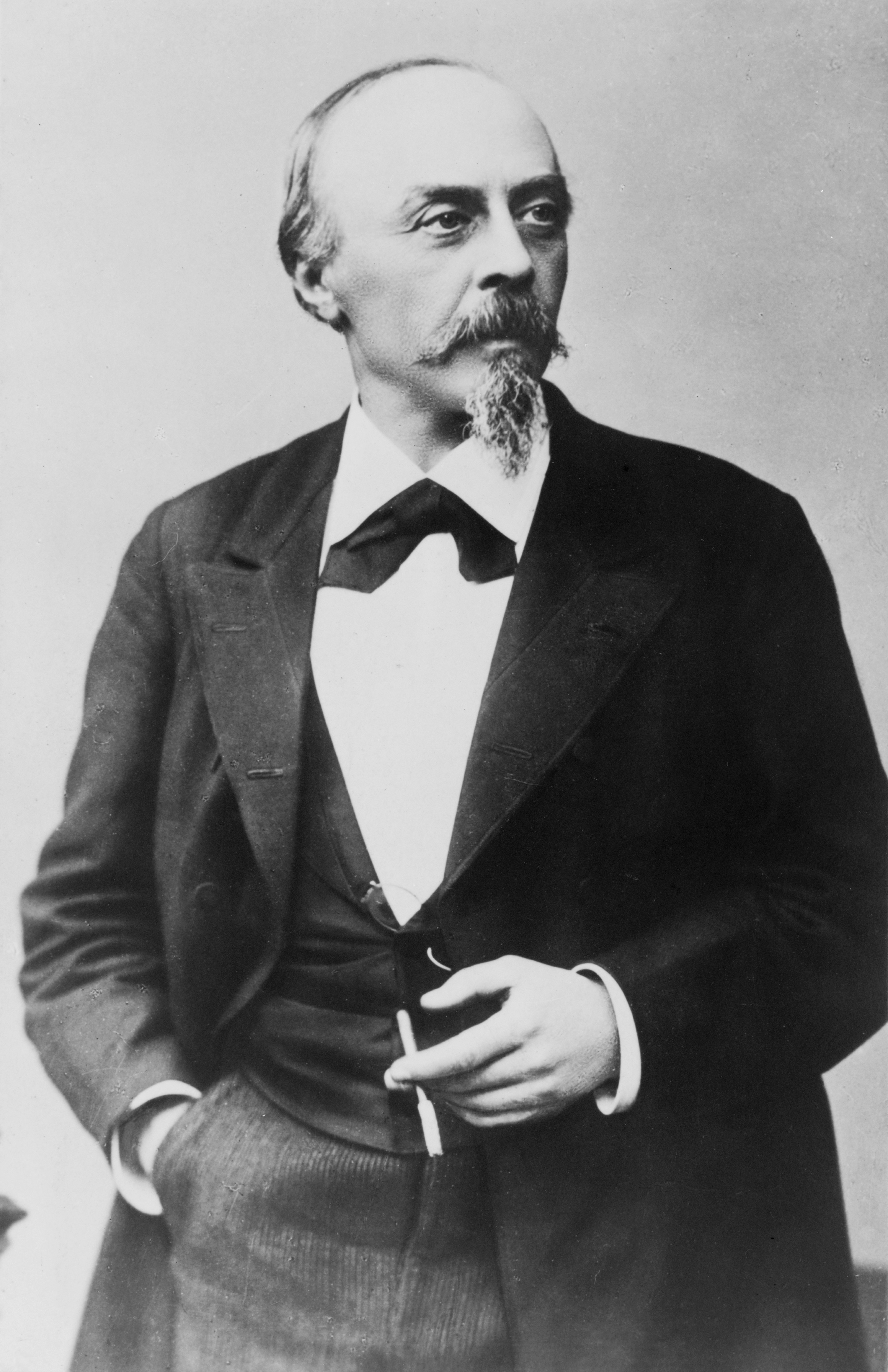
Hans von Bülow, omstreeks 1889
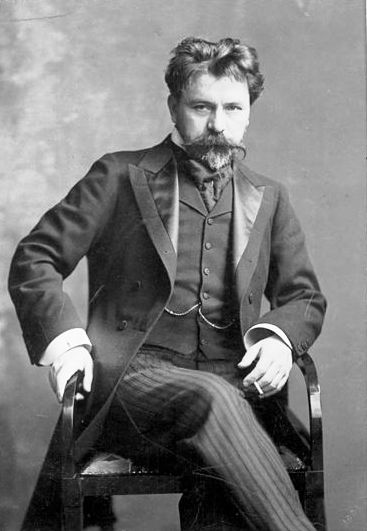
Arthur Nikisch in 1901
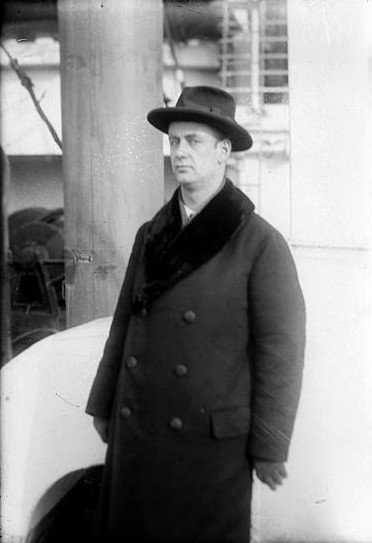
Wilhelm Furtwängler
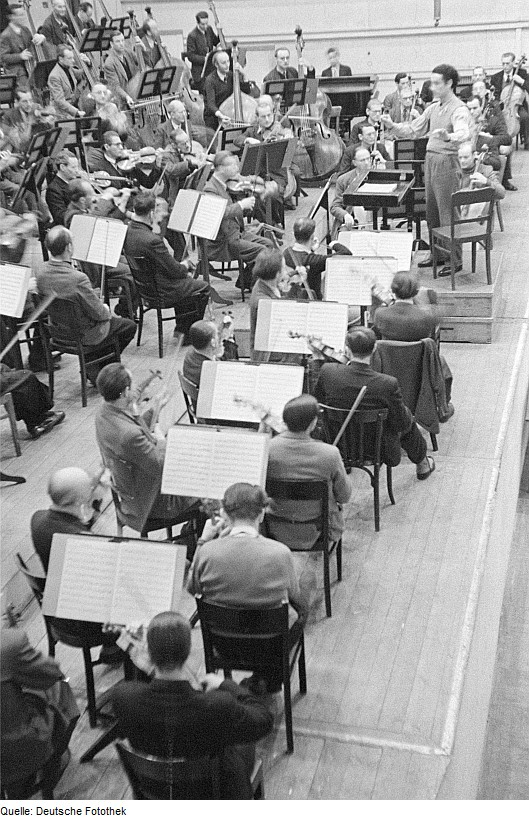
Sergiu Celibidache repeteert in 1946
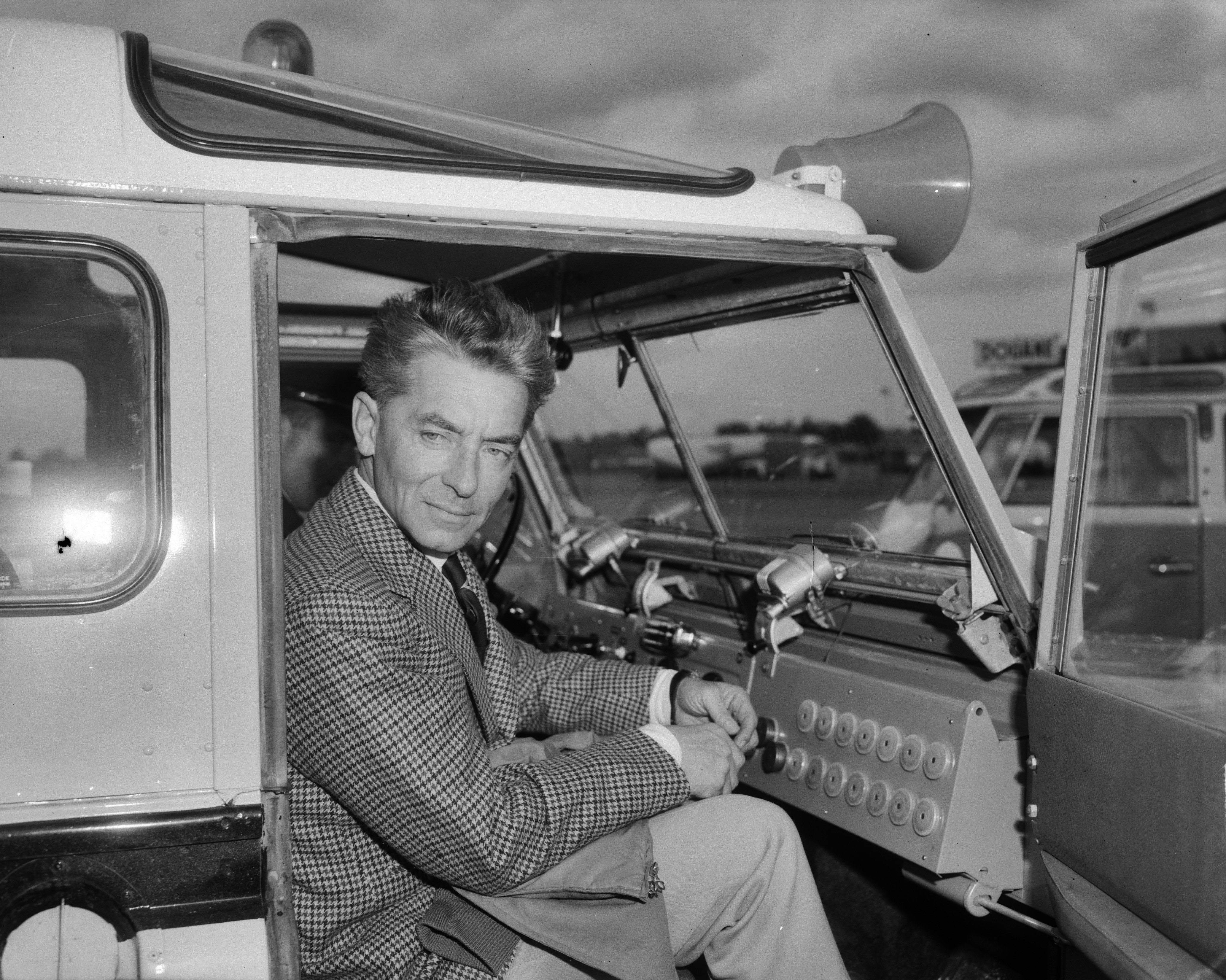
Herbert von Karajan in 1963
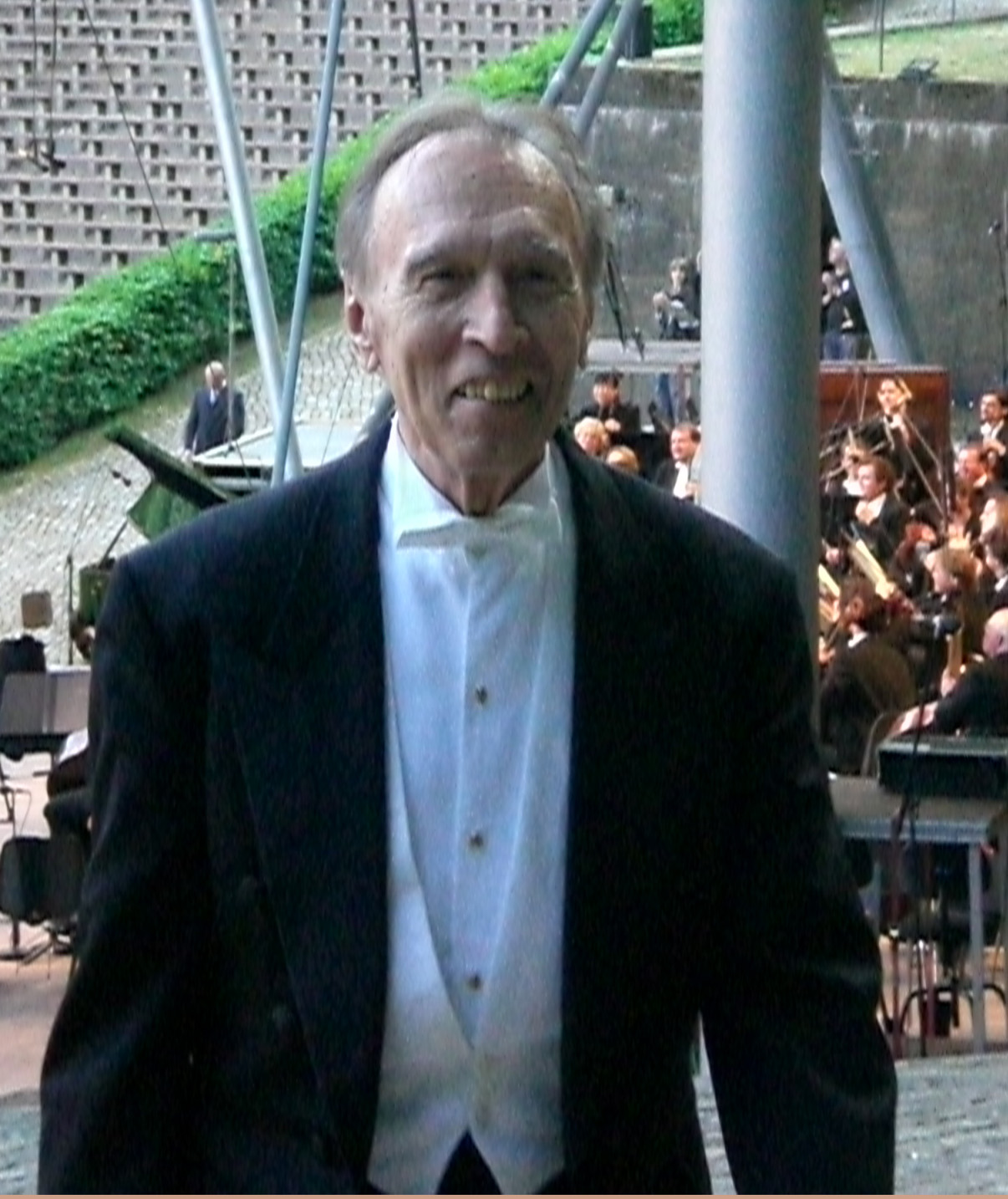
Claudio Abbado in 2008 bij de Waldbühne
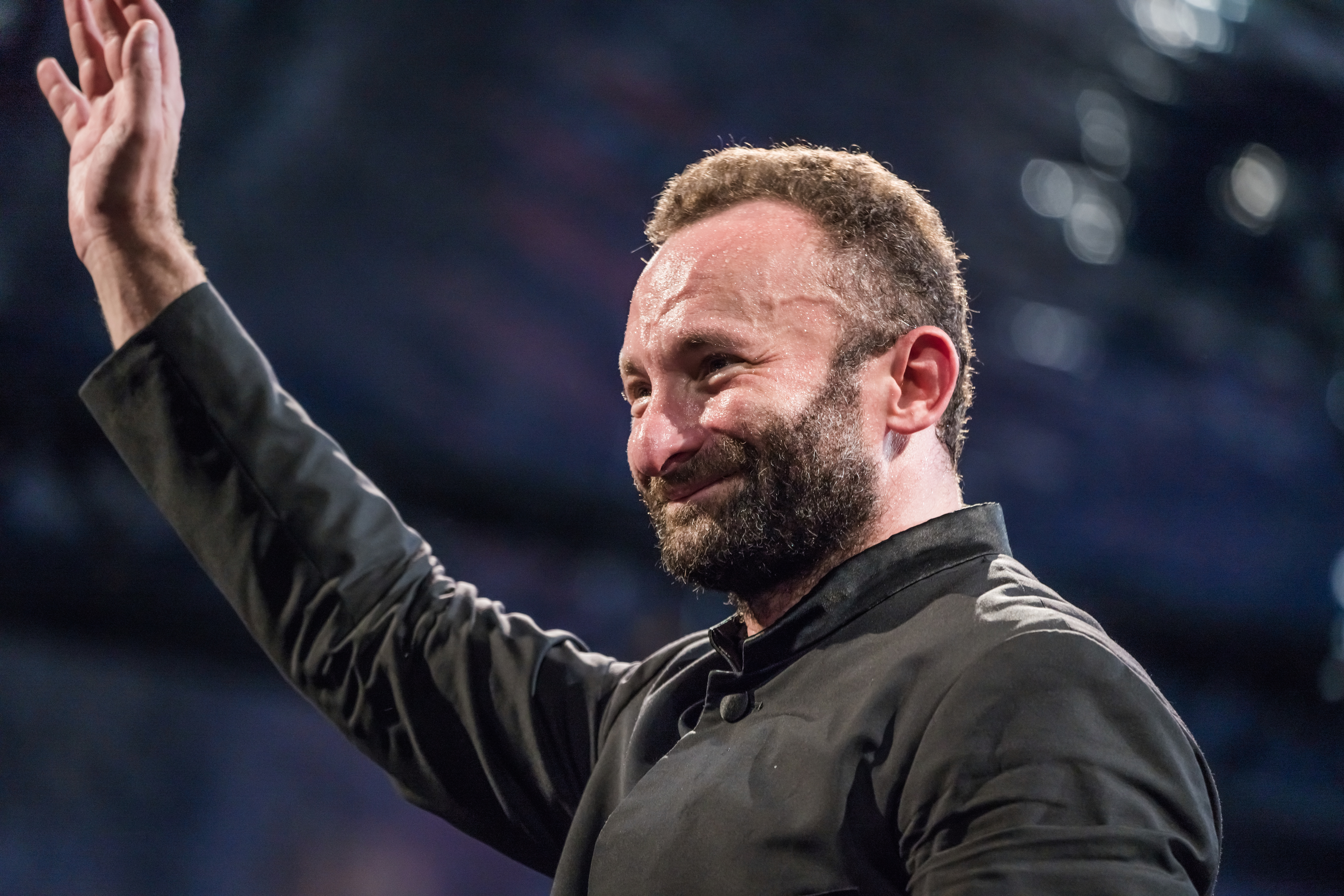
Kirill Petrenko in 2019